# أنيت لابوينت
أنيت لابوينت (بالإنجليزية: Annette Lapointe)‏ (1978، ساسكاتون في كندا)؛ كاتِبة وروائية كندية.